# Василевка (Измаильский район)
Василевка (укр. Василівка) — село в Килийской городской общине Измаильского района Одесской области Украины. Село Василевка расположено на берегу озера Китай, в 12 км от районного центра и в 23 км от ближайшей железнодорожной станции Дзинилор на линии Арциз — Измаил. Занимает площадь 2,26 км² (292 га). Почтовый индекс — 68323. Телефонный код — 4843. Код КОАТУУ — 5122380401.

## История
Село основано в конце XVIII века переселенцами из Курской и Орловской губерний. Здесь также селились запорожские казаки и молдаване, которые занимались охотой, рыболовством, хорошо владели кузнечным ремеслом.
В 1930 году группа крестьян участвовала в массовой политической демонстрации в г. Измаиле. Демонстранты требовали передачи земли крестьянам, воссоединение с Советской страной. В ноябре 1935 были распространены листовки, призывавшие молодежь не отбывать воинской повинности в румынской армии.
На юге от современного села, на берегу озера Китай является остатки поселения гумельницкой культуры (IV—III тысячелетия до н. э), поселение времен поздней бронзы (конец II — начало I тысячелетия до н. э) и черняховской культуры (III—V века н. э), найдены также обломки турецкой керамики.

## Население и национальный состав
Согласно румынской переписи населения 1930 года в селе Апродул Пуриче (рум. Aprodul Purice, совр. Василевка Килийского района) насчитывалось 2267 человек населения, из них — русских — 1827 чел. (80,59 %), цыганей — 25 чел.(1,10 %), румын — 23 чел.(1,02 %), немцев — 13 чел.(0,57 %), болгар — 8чел.(0,35 %), евреев — 6 чел.(0,27 %), прочих — 365 чел.(16,1 %)(в румынских переписях липоване учитывались как прочие).
Согласно этой же переписи 1930 года в селе Апродул Пуриче (совр. Василевка) родным языком населения названы: русский — 2189 (96,56 %), румынский — 52(2,29 %), немецкий — 13(0,57 %), турецкий (гагаузский) — 7(0,31 %), еврейский (идиш) — 6(0,26 %).
Население по переписи 2001 года составляло 1228 человек.
По данным переписи населения Украины 2001 года распределение населения по национальному составу было следующим (в % от общей численности населения):
По Василевскому сельскому совету: общее количество жителей — 1128 чел., из них русских — 606 чел. (53,72 %); украинцев — 285 чел. (25,27 %); молдаван — 90 чел. (7,98 %); болгар — 58 чел. (5,14 %); гагаузов — 19 чел. (1,68 %); прочих — 70 чел (6,21 %).
По данным переписи населения Украины 2001 года распределение населения по родному языку было следующим (в % от общей численности населения):
По Василевскому сельскому совету: русский — 80,25 %; украинский — 13,85 %; молдавский — 2,05 %; цыганский — 1,64 %; болгарский — 0,98 %; гагаузский — 0,66 %; белорусский — 0,16 %.